# Chełb
Chełb – przysiółek wsi Drutarnia w Polsce, położony w województwie świętokrzyskim, w powiecie koneckim, w gminie Końskie.
W latach 1975–1998 przysiółek administracyjnie należał do województwa kieleckiego.
Wierni kościoła rzymskokatolickiego należą do parafii św. Barbary w Nieświniu.